# 豊中市立小曽根小学校
豊中市立小曽根小学校（とよなかしりつ おぞねしょうがっこう）は、大阪府豊中市小曽根一丁目にある公立小学校。
明治時代初期の1874年に、豊島郡第三番小学校として当時の豊島郡（のち豊能郡）小曽根村に開校した。その後同校から豊南小学校・高川小学校・北条小学校の3校を分離している。

## 沿革
- 1874年4月 - 豊島郡第三番小学校として開校。
- 1876年5月 - 現校地に移転。
- 1879年1月 - 小曽根小学校に改称。
- 1886年4月 - 豊島郡小曽根尋常小学校に改称。
- 1896年 - 郡の合併により、豊能郡小曽根尋常小学校と称する。
- 1928年4月 - 高等科を併設し、豊能郡小曽根尋常高等小学校に改称。
- 1933年4月1日 - 豊能郡小曽根第二尋常小学校（現在の豊中市立豊南小学校）を分離。これに伴い豊能郡小曽根第一尋常高等小学校に改称。
- 1941年4月1日 - 国民学校令により、豊能郡小曽根北国民学校と改称。
- 1947年3月15日 - 小曽根村が豊中市に編入したことに伴い、豊中市小曽根北国民学校と改称。
- 1947年4月1日 - 学制改革により、豊中市立小曽根小学校と改称。
- 1968年4月1日 - 従来の校区の一部を、新設の豊中市立高川小学校校区へ分離。
- 1975年4月1日 - 豊中市立北条小学校を分離。該当地区の1-5年生が移籍。

## 通学区域
- 豊中市 小曽根1丁目-3丁目、浜1丁目-2丁目[1]。

卒業生は豊中市立第十二中学校に進学する。

## 交通
- 阪急宝塚線服部天神駅 東へ約1km。
- 阪急バス　小曽根小学校前バス停下車すすぐ、北条町1丁目バス停下車南東へ300m。